# Quartel da Graça
O Quartel da Graça ficava situado junto da igreja de Santa Maria do Castelo, em Tavira. Com o fim das Ordens Religiosas, durante o período da Revolução Liberal, o novo regime liberal transformou o Convento de Nossa Senhora da Graça no Quartel da Graça, aí instalando o Batalhão de Caçadores nº5, em 1837.
A história deste quartel fica marcada pela revolta da população, em 8 de Dezembro de 1872, contra o novo sistema de medidas de capacidade, a Revolta das Medidas. Naquele dia, a população, descontente com a alteração do sistema de medidas métricas, dirigiu-se ao Quartel da Graça apedrejando-o. Como resposta, os militares abriram fogo, matando alguns populares.
No início do Séc.XX, a unidade militar presente neste quartel é deslocada para o Quartel da Atalaia, dado este ter sido concluído.
Desde então, o Quartel da Graça serviu de apoio ao Quartel da Atalaia, como enfermaria militar, entre outros, até ser desactivado em 1974.
Este espaço foi entregue à Câmara Municipal de Tavira em 1999, e em 2006, após obras de recuperação e reconversão, é inaugurada aqui uma pousada histórica do grupo Pousadas de Portugal denominada Pousada do Convento da Graça.